# Cap del Solà de Norís
El Cap del Solà de Norís és una muntanya de 2.016 metres que es troba al municipi d'Alins, a la comarca del Pallars Sobirà.